# パブロ・シーグレル
パブロ・シーグレル（Pablo Ziegler、1944年9月2日 - ）は、アルゼンチン出身のグラミー賞受賞作曲家、編曲家、ピアニスト。米国ニューヨークを拠点に活動している。

## 来歴・エピソード
名門ブエノスアイレス音楽院で金賞を受賞、首席で卒業。14歳でクラシック・ピアニストとしてデビューする。ガリア・シャルフマンとアドリアン・モレーノにピアノを、ヘラルド・ガンディーニとフランシスコ・クロプルフに作曲法を学んだ。
作曲家として映画 『Tacos Altos』(1985年)、ドラマ映画『Adios Roberto』(1985年)、演劇 『Polvo de Estrellas』、テレビシリーズ『'La Noche de los Grandes』、バレエ、コマーシャル等の作曲を数々手掛け、演劇『Traición』の作曲でアルゼンチンのアルレキン最優秀作曲賞を受賞する。
当時、アルゼンチンで絶賛されていたパブロ・シーグレル・トリオの評判を聞きつけ、クラシック・ピアニストとしてヴィルトゥオーゾかつジャズの即興の才をもつピアニストを探していたタンゴの革命児アストル・ピアソラに、アストル・ピアソラ五重奏団のメンバーとして招かれる。1978年から1989年の師の引退まで10年余巨匠を支え、ピアニストとしてヨーロッパを中心とする世界ツアーに参加し、オーケストラとの公演にも出演。ピアソラ五重奏団の音楽的発展に大きな影響を与える。ピアソラの黄金時代にリリースされた『Zero Hour』、『La Camorra』、『The Central Park Concert』、『Live At The Montreal Jazz Festival』等にも参加する。1990年にパブロ・シーグレル四重奏団を立ち上げる。
イタリア人歌手ミルバ、メゾソプラノ歌手デニーズ・グレイブス、テノール歌手・指揮者プラシド・ドミンゴをはじめ、バレエダンサーのフリオ・ボッカ、ポール・テイラー・ダンスカンパニー等のバレエ団、ゲイリー・バートン、ブランフォード・マルサリス、パキート・デ・リベラ、レジーナ・カーター、ケニー・ギャレット等ジャズ・アーティストとの共演を重ねるほか、オルフェウス室内管弦楽団、ロイヤルフィルハーモニー管弦楽団、シドニー交響楽団、トルコ国立大統領交響楽団、コロラド交響楽団をはじめ世界を代表するオーケストラと共演を果たす。
2012年にはシーグレル編曲版「ブエノスアイレスの四季」日本初演が東京オペラシティ文化財団主催にてオーケストラ編成で上演される。2016年には横浜芸術振興財団/横浜能楽堂による委嘱で新作「12 Horas〜重なる瞬間(とき)〜」を、尺八、琴、ピアノ、バンドネオン、弦楽五重奏、和打楽器、ドラムのために作曲し、みなとみらいホールにて藤原道山（尺八）、奥田雅楽之一（箏）をゲストに世界初演。作品は日本伝統音楽とアルゼンチンのヌエボタンゴとの壮大なクロスオーバーを遂げたことで絶賛される。
教育者としても、ニューイングランド音楽院、バークリー音楽大学、インディアナ大学、ハーバード大学等、ヨーロッパ、北米、南米、アジアで後進の育成にも力を注いでいる。

## 受賞歴
1996年にエマニュエル・アックスと2台ピアノ共演アルバム『ロス・タンゲーロス』をリリースし、ピアソラ・ブームの先駆けとなる。1998年にオルフェウス管弦楽団と『タンゴ・ロマンス』をリリースし、オーケストラ版のピアソラ及びシーグレル作品を発表。2005年には南米出身ギタリストの最高峰キケ・シネシとバンドネオン奏者ウォルター・カストロとのアルバム『バホ・セロ』でラテングラミー賞を受賞。2008年にリリースされた『ブエノスアイレス・レポート』では同賞にノミネートされる。2011年にソニー・クラシカルからリリースされた、バリトンオペラ歌手アーウィン・シュロットの『ロホタンゴ』では音楽監督及びピアニストとして参加し、ドイツのエコークラシカル賞を受賞。2013年にオランダのメトロポール・オーケストラと共演CD『アムステルダム・ミーツ・ニュー・タンゴ』でラテングラミー賞にノミネートされる。2018年に米国で活動する自身のトリオの初レコーディング・アルバム『ジャズタンゴ』で第60回グラミー賞最優秀ラテンジャズ・アルバムを受賞する。
パブロ・シーグレルはスタインウェイ・アーティスト、ニューオリンズ名誉市民であり、米国ボストン市およびスミソニアン博物館よりアルゼンチン音楽の普及に貢献したことにより表彰されている。

## ディスコグラフィ

### リーダー・アルバム
- La Conexión Porteña (1991年、Sony)
- 『ロス・タンゲーロス〜ピアソラ作品集』 - Los Tangueros - The Tangos of Astor Piazzolla (1996年、Sony Classical) ※ピアノ・デュオ with エマニュエル・アックス
- 『アスファルト』 - Asfalto: Street Tango (1998年、BMG)
- 『タンゴ・ロマンス』 - Tango Romance (1998年、BMG) ※with オルフェウス室内管弦楽団
- 『クインテット・フォー・ニュータンゴ』 - Quintet for New Tango (2000年、BMG)
- 『バホ・セロ〜タンゴ・ヌーヴォ』 - Bajo Cero (2003年、Enja) ※with ウォルター・カストロ、キケ・シネシ。旧邦題『タンゴ・ヌーヴォー』
- Tango and all that Jazz (2007年、Zoho) ※with Stefon Harris
- Buenos Aires Report (2007年、Zoho) ※with ウォルター・カストロ、キケ・シネシ
- Amsterdam Meets New Tango (2013年、Zoho) ※with the Metropole Orkest
- 『デスパレート・ダンス』 - Desperate Dance (2015年、Enja) ※with キケ・シネシ、ウォルター・カストロ
- Sax to Tango (2016年、Zoho) ※with Julio Botti and The University of Southern Denmark Symphony Orchestra
- Tango Nuevo (2016年、Steinway & Sons) ※with Christopher O'Riley
- Jazz Tango (2017年、Zoho) ※with Hector Del Curto and Claudio Ragazzi
- Solo Pablo Ziegler (2018年、Steinway & Sons)
- Radiotango (2019年、Zoho) ※with Pablo Ziegler Chamber Quartet

### 音楽監督アルバム
- Pure Music Vol. 2 (1979年、CBS) ※with Cacho Tirao[8]
- Lost Days (Los Dias Perdidos) (2002年、RCA Victor) ※with Denyce Graves[9]
- Rojotango (2013年、Sony Classical) ※with Erwin Schrott

### 参加アルバム
アストル・ピアソラ・クインテット
- 『タンゴ : ゼロ・アワー』 - Tango: Zero Hour (1986年、American Clave)[10]
- Tristezas de un Doble A (1987年、Meesidor)
- 『ラ・カモーラ : 情熱的挑発の孤独』 - La Camorra: La Soledad De La Provocación Apasionada (1989年、American Clave)[11]
- The New Tango (1988年、Atlantic) ※with ゲイリー・バートン。1986年モントルー・フェスティバルでライブ録音
- The Central Park Concert (1994年、Chesky) ※1987年録音

### スペシャル・コラボレーション
- La Marcha del Golazo Solitario (1979年、BMG 1999) ※with Los Fabulosos Cadillacs[12]

### 映像作品
- アストル・ピアソラ : 『ライヴ・アット・モントリオール1984』 - Live At The Montreal Jazz Festival (1984年、Éditions Milan Music)
- Tango Magic (1999年、Sony Music Entertainment)
- 『ミルバ・アンド・アストル・ピアソラ・ライブ・イン・トーキョー 1988』 - Live In Tokyo 1988 (2015年、B.J.L.)

## 映画音楽
- Adios Roberto (1985年)
- Tacos Altos (1985年)
- Brigada explosiva (1986年)
- Brigada explosiva contra los ninjas (1986年)
- Los matamonstruos en la mansion del terror (1987年)
- La pandilla aventurera (1990年)
- Aleph, lectures contades (2000年)[3]